# Dare and Lovely
Dare and Lovely (українська: Сміливий і прекрасний) — це перша комедійна драма на урду-хінді, знята кіноіндустрією Пакистану та Індія, режисер Ґіппі Ґрувал за сценарієм Кайсара Бухша.

## У ролях
- Таапсі Панну[4][5]
- Джассі Гілл (Джокер)
- Печатка Адітя

## Виробництво
Основні зйомки розпочалися у 2020 році під керівництвом The Fire Emoji Studios.

## Звільнення
Спочатку фільм було оголошено про вихід у грудні 2020 року, але через COVID-19 його перенесли на 11 червня 2022 року. Він знову зупинився через деякі внутрішні проблеми між обома країнами, Пакистаном та Індією.